# Altstadt Spandau (metrostation)
Altstadt Spandau is een station van de metro van Berlijn, gelegen in het noordwestelijke stadsdeel Spandau. Het station bevindt zich aan de rand van het historische centrum van Spandau, dat tot 1920 een zelfstandige stad was. Station Alstadt Spandau werd geopend op 1 oktober 1984 als onderdeel van de noordwestelijke verlenging van lijn U7.
Omdat de metrolijn direct ten oosten van station Altstadt Spandau de rivier de Havel kruist, ligt het metrostation 14 meter onder de oppervlakte, aanzienlijk dieper dan de meeste Berlijnse metrostations. Om de oude binnenstad te ontzien werd de tunnel ten westen van het station, richting het eindpunt Rathaus Spandau, aangelegd met de boorschildtechniek, station Altstadt Spandau zelf ontstond in de caissonmethode.
Het station werd ontworpen door Rainer Rümmler en heeft een breed eilandperron met twee rijen achthoekige zuilen. De wanden langs de sporen zijn bekleed met witte metaalplaten, waarop met rode letters de stationsnaam is aangebracht. De kleur rood komt ook terug in de voegen en in de vloertegels. Aan beide uiteinden van het perron leiden trappen en roltrappen naar een ondergrondse stationshal, één aan de Carl-Schurz-Straße en één aan de Breite Straße.